# 타르신 레인보우 FC
타르신 레인보우 FC(Tarxien Rainbows Football Club)는 몰타 타르신의 축구 클럽이다. 1934년에 창단했다. 현재는 몰타 챌린지리그에서 활동하고 있다.

## 선수 명단

### 역대
틀:몰타 챌린지리그